# Rooseveltowskie uzupełnienie
Rooseveltowskie uzupełnienie (ang. Roosevelt Corollary) – uzupełnienie doktryny Monroego dokonane przez Theodore’a Roosevelta, prezydenta Stanów Zjednoczonych. Przedstawił je w 1904 roku w czasie dorocznego wystąpienia przed Kongresem w odpowiedzi na doktrynę Drago. Według doktryny Monroego Europejczycy nie mogli interweniować na kontynencie amerykańskim, uzupełnienie Roosevelta przewidywało, że pierwszeństwo interwencji mają tutaj Stany Zjednoczone.
Podsekretarz stanu Joshua Reuben Clark w memorandum z 1928 uznał, iż "uzupełnienie" wykracza poza doktrynę Monroego.
4 marca 1933 Franklin D. Roosevelt przy objęciu urzędu prezydenta zainicjował politykę dobrego sąsiedztwa (Good Neighbor Policy): "W dziedzinie polityki światowej chciałbym skierować naród na drogę polityki dobrego sąsiada – sąsiada, który stanowczo szanuje siebie i dlatego, że sam to czyni szanuje prawa innych – sąsiada, który szanuje swe zobowiązania i szanuje świętość swoich układów w świecie i ze światem sąsiadów". W grudniu tego samego roku VII Konferencja Panamerykańska uchwaliła Konwencję o prawach i obowiązkach państw, zabraniającą interwencji do spraw wewnętrznych lub zewnętrznych innego państwa (art. 8). Zasady te potwierdziła Międzyamerykańska Konferencja w sprawie umocnienia pokoju w grudniu 1936 w Buenos Aires.